# Holothuria

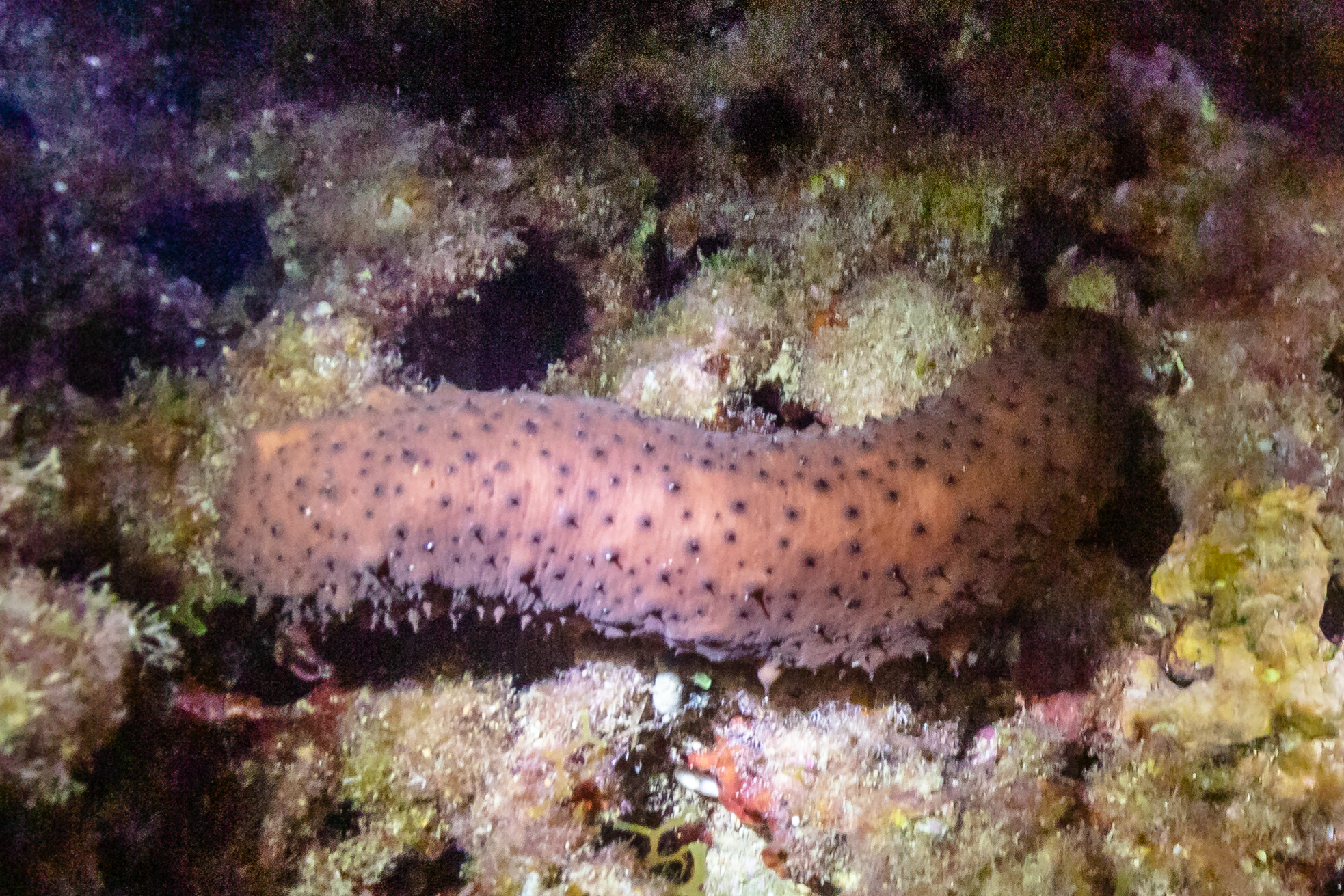
Holothuria sanctori.

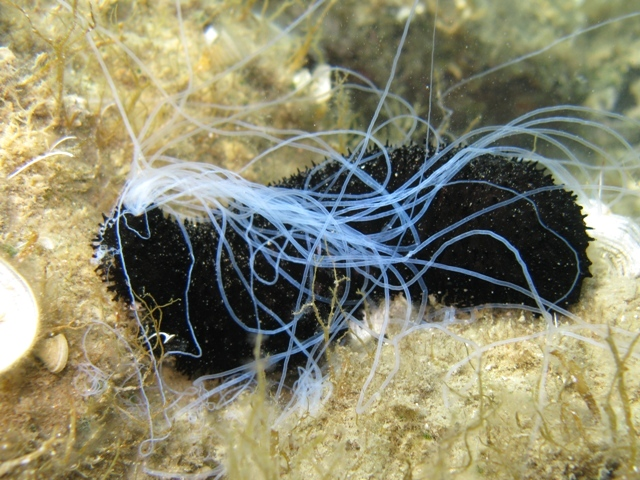
Holothuria forskali.

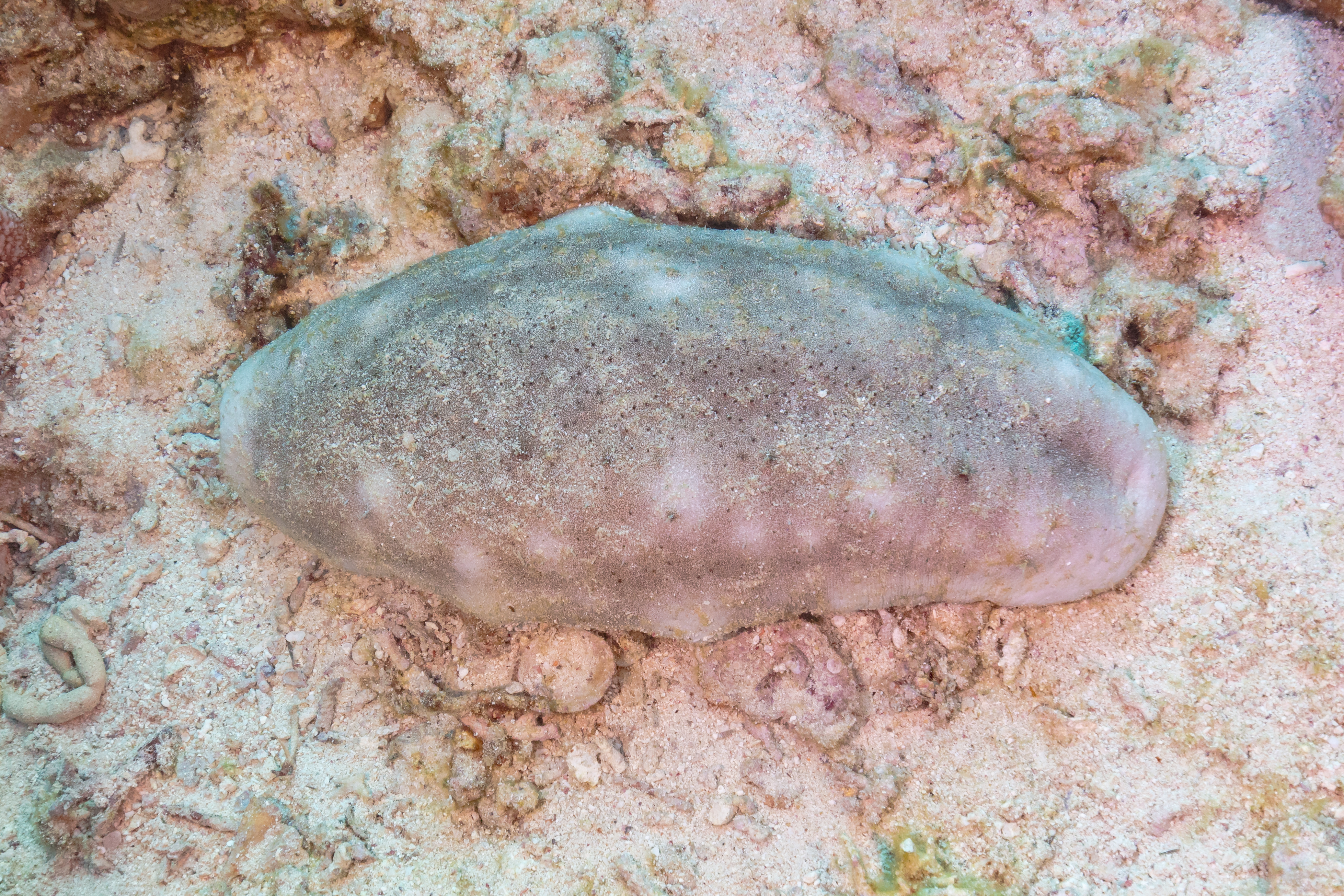
Holothuria fuscogilva.

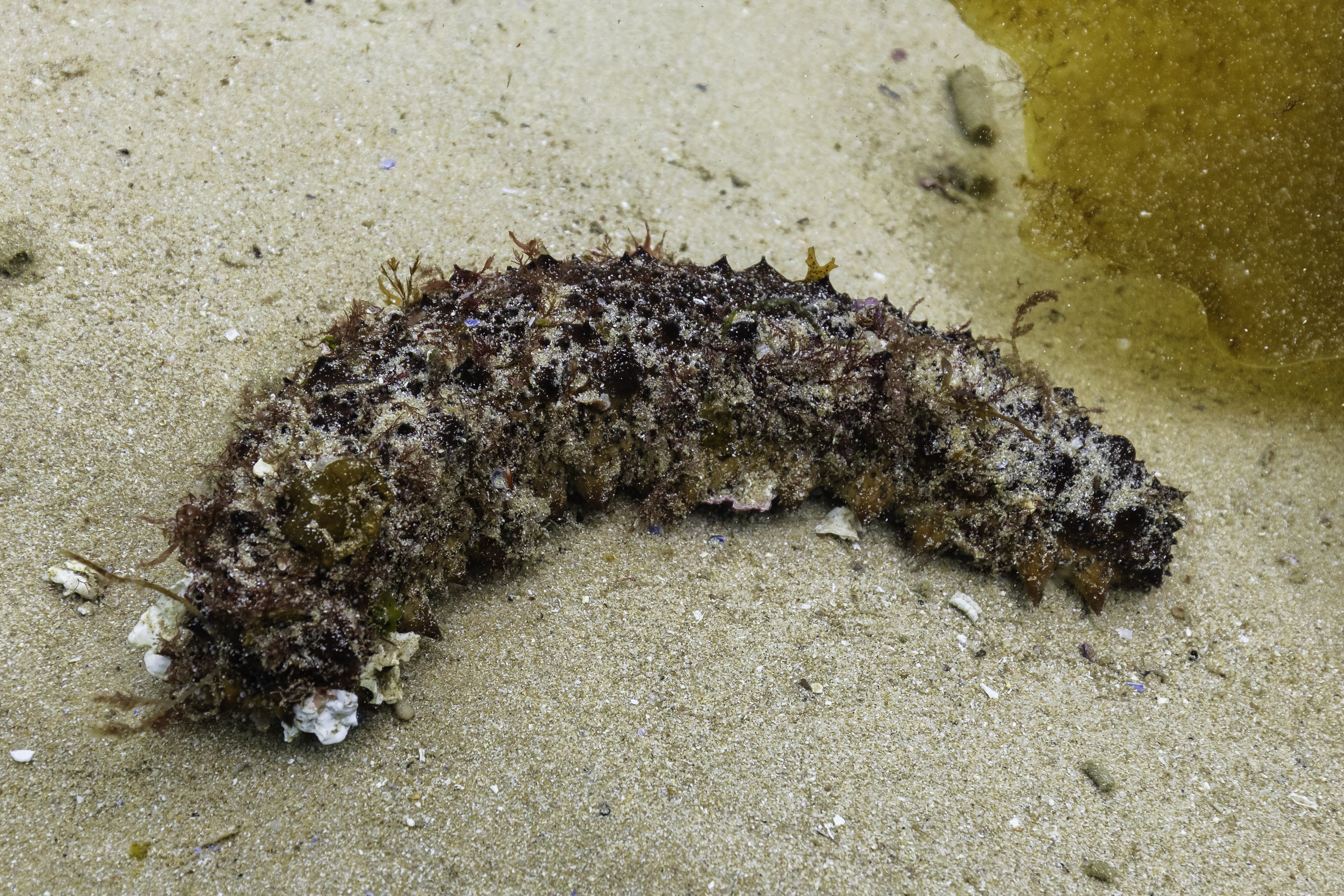
Holothuria arguinensis.

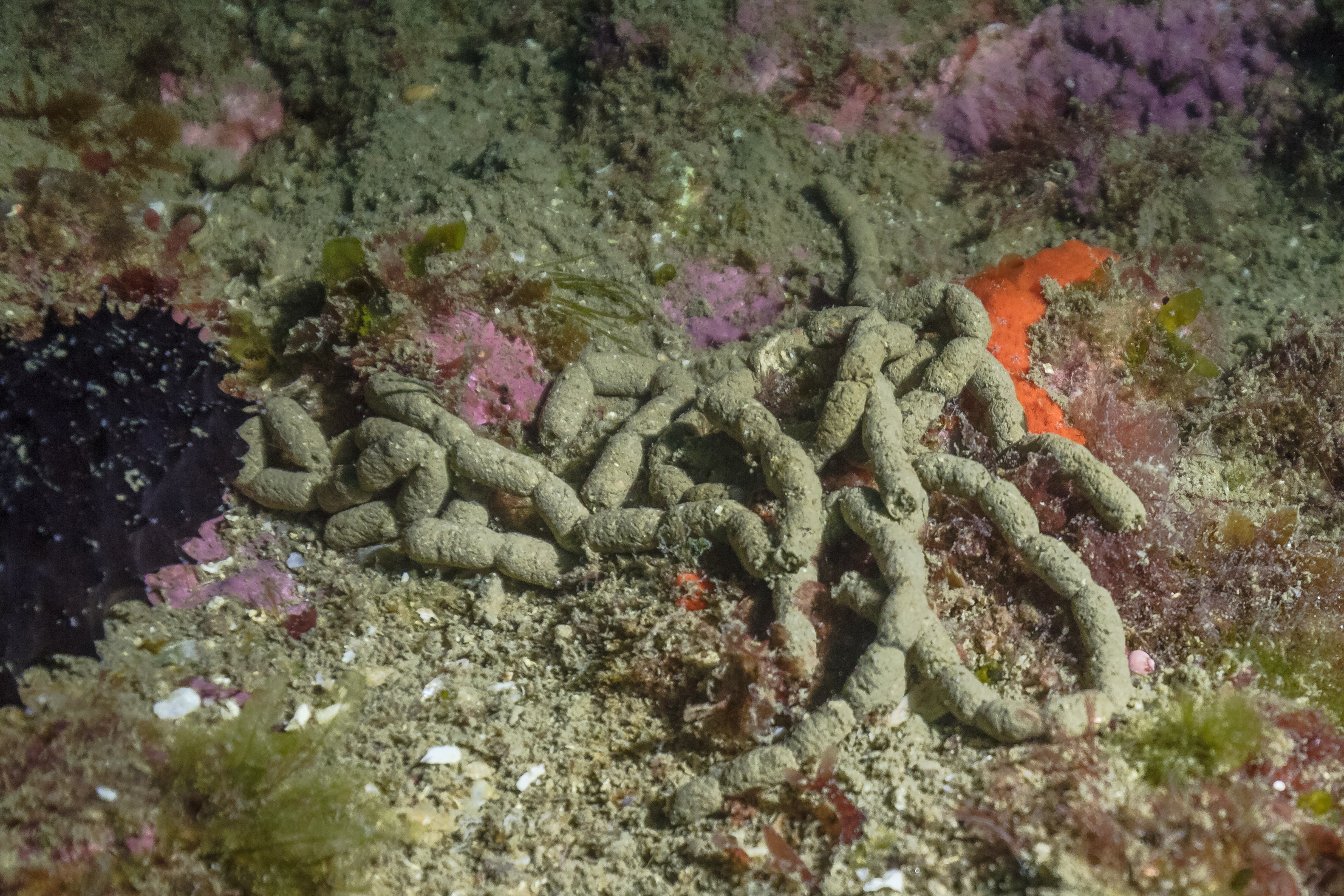
Heces de Holothuria.

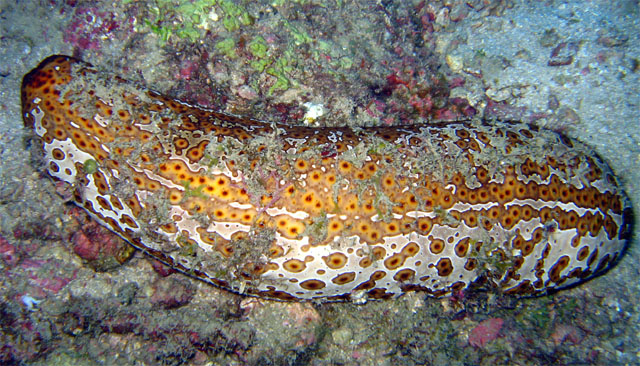
Holothuria argus.

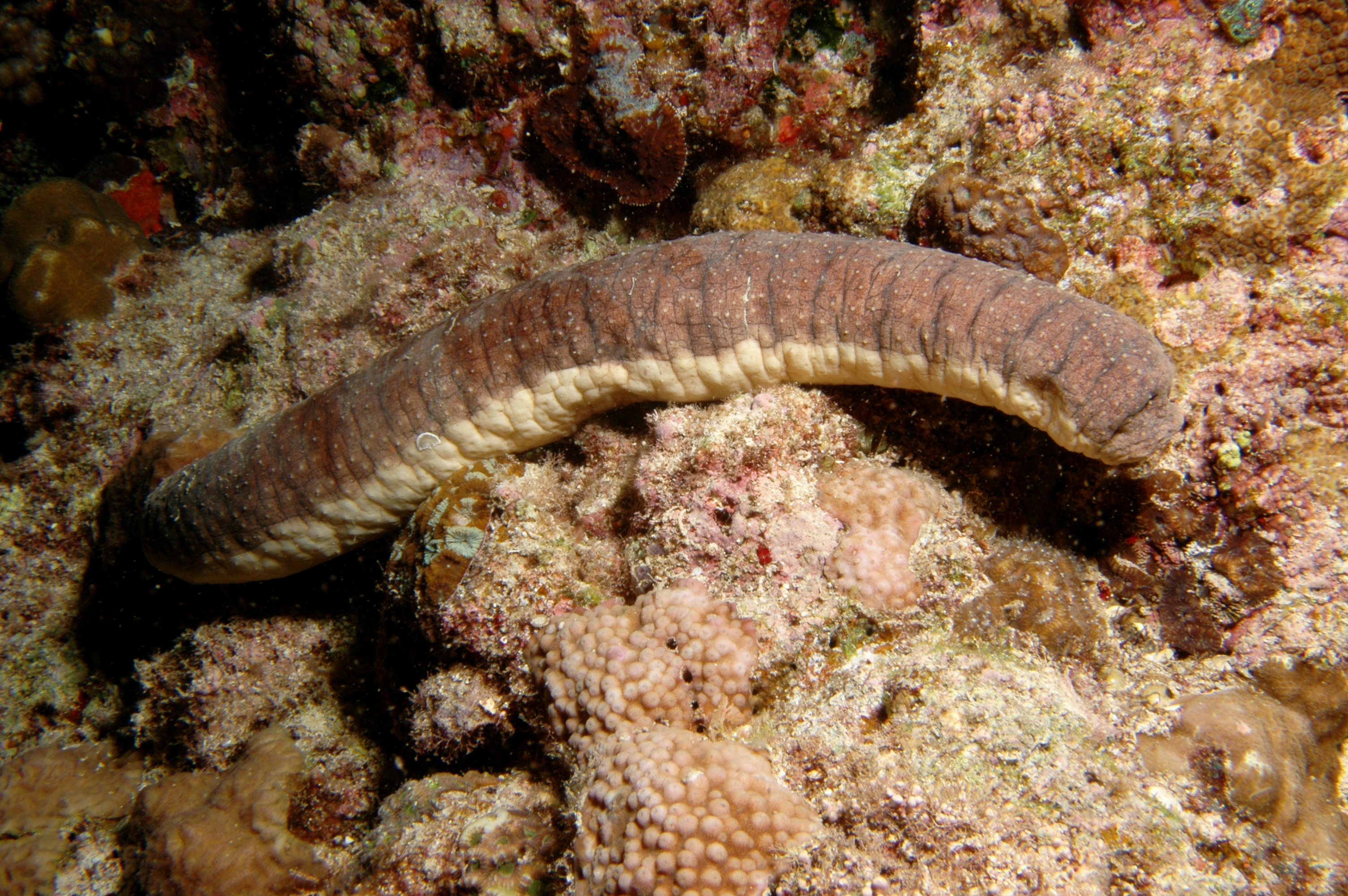
Holothuria edulis.

Holothuria es el género tipo de la familia de animales marinos Holothuriidae, pertenecientes a la clase Holothuroidea, comúnmente conocida como pepinos de mar. Los miembros del género se encuentran en aguas costeras en regiones tropicales y templadas. Son invertebrados de cuerpo blando y sin extremidades que habitan en el fondo del océano y generalmente son detritívoros. El género contiene algunas especies que se cosechan y venden como alimento.

## Especies
Las siguientes especies se reconocen en el género Holothuria:
- Subgénero Acanthotrapeza Rowe, 1969
  - Holothuria coluber Semper, 1868
  - Holothuria kubaryi Ludwig, 1875
  - Holothuria pyxis Selenka, 1867
  - Holothuria tripilata Massin, 1987
- Subgénero Cystipus Haacke, 1880
  - Holothuria casoae Laguarda-Figueras & Solís-Marín, 2009
  - Holothuria cubana Ludwig, 1875
  - Holothuria dura Cherbonnier & Féral, 1981
  - Holothuria hartmeyeri (Helfer, 1912)
  - Holothuria inhabilis Selenka, 1867
  - Holothuria jousseaumei Cherbonnier, 1954
  - Holothuria mammosa Cherbonnier, 1988
  - Holothuria occidentalis Ludwig, 1875
  - Holothuria pseudofossor Deichmann, 1930
  - Holothuria rigida Selenka, 1867
  - Holothuria sucosa Erwe, 1919
  - Holothuria turrisimperfecta Cherbonnier, 1965
- Subgénero Halodeima Pearson, 1914
  - Holothuria atra Jaeger, 1833
  - Holothuria edulis Lesson, 1830
  - Holothuria enalia Lampert, 1885
  - Holothuria floridana Pourtalés, 1851
  - Holothuria grisea Selenka, 1867
  - Holothuria inornata Semper, 1868
  - Holothuria kefersteinii (Selenka, 1867)
  - Holothuria manningi Pawson, 1978
  - Holothuria mexicana Ludwig, 1875
  - Holothuria nigralutea O'Loughlin, 2007
  - Holothuria pulla Selenka, 1867
  - Holothuria signata Ludwig, 1875
- Subgénero Holothuria Linnaeus, 1767
  - Holothuria caparti Cherbonnier, 1965
  - Holothuria dakarensis Panning, 1939
  - Holothuria fungosa Helfer, 1912
  - Holothuria helleri Marenzeller von, 1877
  - Holothuria mammata Grube, 1840
  - Holothuria massaspicula Cherbonnier, 1954
  - Holothuria stellati Delle Chiaje, 1824
  - Holothuria tubulosa Gmelin, 1791
- Subgénero Lessonothuria Deichmann, 1958
  - Holothuria cavans Massin & Tomascik, 1996
  - Holothuria cumulus Clark, 1921
  - Holothuria duoturricula Cherbonnier, 1988
  - Holothuria glandifera Cherbonnier, 1955
  - Holothuria immobilis Semper, 1868
  - Holothuria insignis Ludwig, 1875
  - Holothuria lineata Ludwig, 1875
  - Holothuria multipilula Liao, 1975
  - Holothuria pardalis Selenka, 1867
  - Holothuria tuberculata Thandar, 2007
  - Holothuria verrucosa Selenka, 1867
- Subgénero Mertensiothuria Deichmann, 1958
  - Holothuria albofusca Cherbonnier, 1988
  - Holothuria aphanes Lampert, 1885
  - Holothuria arenacava Samyn, Massin & Muthiga, 2001
  - Holothuria artensis Cherbonnier & Féral, 1984
  - Holothuria fuscorubra Théel, 1886
  - Holothuria hilla Lesson, 1830
  - Holothuria isuga Mitsukuri, 1912
  - Holothuria leucospilota (Brandt, 1835)
  - Holothuria viridiaurantia Borrero-Pérez & Vanegas-González, 2019
- Subgénero Metriatyla Rowe, 1969
  - Holothuria aculeata Semper, 1868
  - Holothuria albiventer Semper, 1868
  - Holothuria alex Samyn in Samyn & Vandenspiegel, 2016
  - Holothuria brauni Helfer, 1912
  - Holothuria conica Clark, 1938
  - Holothuria cyrielle Vandenspiegel in Samyn & Vandenspiegel, 2016
  - Holothuria horrida Massin, 1987
  - Holothuria keesingi O'Loughlin in O'Loughlin et al., 2016
  - Holothuria lessoni Massin, Uthicke, Purcell, Rowe, Samyn, 2009
  - Holothuria martensii Semper, 1868
  - Holothuria scabra Jaeger, 1833
  - Holothuria submersa Sluiter, 1901
  - Holothuria tortonesei Cherbonnier, 1979
- Subgénero Microthele Brandt, 1835
  - Holothuria fuscogilva Cherbonnier, 1980
  - Holothuria fuscopunctata Jaeger, 1833
  - Holothuria nobilis (Selenka, 1867)
  - Holothuria whitmaei Bell, 1887
- Subgénero Panningothuria Rowe, 1969
  - Holothuria austrinabassa O'Loughlin, 2007
  - Holothuria forskali Delle Chiaje, 1823
- Subgénero Platyperona Rowe, 1969
  - Holothuria crosnieri Cherbonnier, 1988
  - Holothuria difficilis Semper, 1868
  - Holothuria excellens (Ludwig, 1875)
  - Holothuria insolita Cherbonnier, 1988
  - Holothuria parvula (Selenka, 1867)
  - Holothuria rowei Pawson & Gust, 1981
  - Holothuria samoana Ludwig, 1875
  - Holothuria sanctori Delle Chiaje, 1823
- Subgénero Roweothuria Thandar, 1988
  - Holothuria arguinensis Koehler & Vaney, 1906
  - Holothuria poli Delle Chiaje, 1824
  - Holothuria vemae Thandar, 1988
- Subgénero Selenkothuria Deichmann, 1958
  - Holothuria bacilla Cherbonnier, 1988
  - Holothuria carere Honey-Escandón, Solís-Marín & Laguarda-Figueras, 2011
  - Holothuria erinacea Semper, 1868
  - Holothuria glaberrima Selenka, 1867
  - Holothuria lubrica Selenka, 1867
  - Holothuria mactanensis Tan Tiu, 1981
  - Holothuria moebii Ludwig, 1883
  - Holothuria parva Krauss in Lampert, 1885
  - Holothuria parvispinea Massin, 2013
  - Holothuria portovallartensis Caso, 1954
  - Holothuria sinica Liao, 1980
  - Holothuria theeli Deichmann, 1938
  - Holothuria vittalonga Cherbonnier, 1988
- Subgénero Semperothuria Deichmann, 1958
  - Holothuria cinerascens (Brandt, 1835)
  - Holothuria flavomaculata Semper, 1868
  - Holothuria granosa Cherbonnier, 1988
  - Holothuria imitans Ludwig, 1875
  - Holothuria languens Selenka, 1867
  - Holothuria roseomaculata Kerr, 2013
  - Holothuria surinamensis Ludwig, 1875
- Subgénero Stauropora Rowe, 1969
  - Holothuria aemula Sluiter, 1914
  - Holothuria annulifera Fisher, 1907
  - Holothuria bo Samyn in Samyn & Vandenspiegel, 2016
  - Holothuria discrepans Semper, 1868
  - Holothuria dofleinii Augustin, 1908
  - Holothuria fuscocinerea Jaeger, 1833
  - Holothuria hawaiiensis Fisher, 1907
  - Holothuria mitis Sluiter, 1901
  - Holothuria modesta Ludwig, 1875
  - Holothuria olivacea Ludwig, 1888
  - Holothuria pervicax Selenka, 1867
  - Holothuria pluricuriosa Deichmann, 1937
- Subgénero Stichothuria Cherbonnier, 1980
  - Holothuria coronopertusa Cherbonnier, 1980
- Subgénero Theelothuria Deichmann, 1958
  - Holothuria asperita Cherbonnier & Féral, 1981
  - Holothuria cadelli Bell, 1887
  - Holothuria duoturriforma Thandar, 2007
  - Holothuria foresti Cherbonnier & Féral, 1981
  - Holothuria hamata Pearson, 1913
  - Holothuria imperator Deichmann, 1930
  - Holothuria klunzingeri Lampert, 1885
  - Holothuria kurti Ludwig, 1891
  - Holothuria longicosta Thandar, 2007
  - Holothuria maculosa Pearson, 1913
  - Holothuria michaelseni Erwe, 1913
  - Holothuria notabilis Ludwig, 1875
  - Holothuria paraprinceps Deichmann, 1937
  - Holothuria princeps Selenka, 1867
  - Holothuria pseudonotabilis Thandar, 2007
  - Holothuria spinifera Théel, 1886
  - Holothuria squamifera Semper, 1868
  - Holothuria turriscelsa Cherbonnier, 1980
- Subgénero Thymiosycia Pearson, 1914
  - Holothuria altaturricula Cherbonnier & Féral, 1984
  - Holothuria arenicola Semper, 1868
  - Holothuria conusalba Cherbonnier & Féral, 1984
  - Holothuria gracilis Semper, 1868
  - Holothuria impatiens (Forskål, 1775)
  - Holothuria macroperona Clark, 1938
  - Holothuria marginata Sluiter, 1901
  - Holothuria milloti Cherbonnier, 1988
  - Holothuria minax Théel, 1886
  - Holothuria remollescens Lampert, 1885
  - Holothuria strigosa Selenka, 1867
  - Holothuria thomasi Pawson & Caycedo, 1980
  - Holothuria truncata Lampert, 1885
  - Holothuria unicolor Selenka, 1867
  - Holothuria zihuatanensis Caso, 1964
- Subgénero Vaneyothuria Pearson, 1914
  - Holothuria integra Koehler & Vaney, 1908
  - Holothuria lentiginosa Marenzeller von, 1892
  - Holothuria sinefibula Cherbonnier, 1964
  - Holothuria suspecta Cherbonnier, 1958
  - Holothuria unica Rowe, 1989
  - Holothuria zacae Deichmann, 1937
- Subgénero incertae sedis (catalogación incierta)
  - Holothuria platei Ludwig, 1898
  - Holothuria pyxoides Ludwig, 1888